# Josef Newerkla

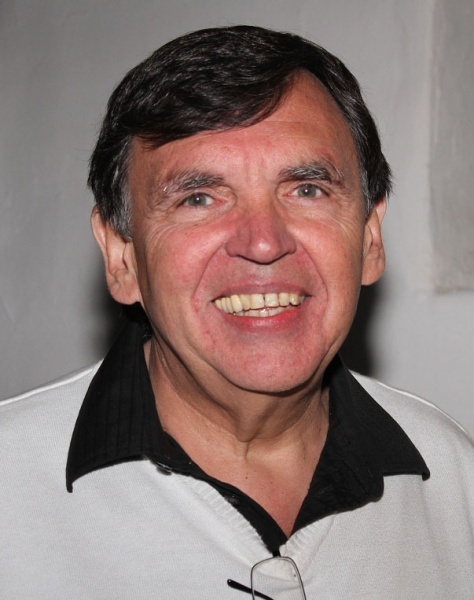
Josef Newerkla (2015)

Josef Johann Leopold Newerkla (* 16. Dezember 1948 in Wien) ist ein österreichischer Autor, Poet und Theaterregisseur.

## Werdegang
Nach der Geburt in Wien wuchs der Sohn des Kaufmanns und Bezirksdirektors der Generali-Versicherungs AG Josef Newerkla sowie der Krankenschwester Elisabeth Helene Newerkla, geborene Horvath, als ältestes von drei Kindern in Eggenburg auf. Nach dem Besuch der Volksschule in Eggenburg und Kattau wechselte er an das Gymnasium und schließlich an die Handelsakademie in Horn, wo im Deutschunterricht bei Vilma Lomoschitz seine schriftstellerische Begabung bis zu seiner Matura im Jahr 1968 gefördert wurde.
Es folgten die Ableistung des Präsenzdienstes als Einjährig-Freiwilliger beim Österreichischen Bundesheer sowie eine Banklaufbahn von 1969 bis 1994 in den Sparkassen von Horn und Groß Gerungs. Im Anschluss war er bis zu seiner Pensionierung im September 2012 als Sachwalter beim NÖ Landesverein für Sachwalterschaft tätig.
Newerkla war verheiratet und ist Vater dreier Söhne: Stefan Michael Newerkla, Nikolaus Philipp Newerkla und Thomas Josef Newerkla.

## Künstlerisches Schaffen
Schon während seiner Berufslaufbahn war Newerkla als Autor und Regisseur aktiv. Zwischen 1980 und 2020 veröffentlichte er in Buchform sieben Gedichtsammlungen und einen Band mit Erzählungen. Die Veröffentlichungen begleitet er mit Leseprogrammen in Dialekt und Schriftsprache zu verschiedenen Schwerpunkten, insbesondere zu den Themen Herbst, Winter, Advent, Weihnacht, aber auch heiteren und kritischen Anlässen. Sehr beliebt und gefragt sind auch seine verbindenden Worte als Moderator von Konzertprogrammen und zu Musikstücken abgestimmte Texte bei Chorkonzerten. Geschätzt sind auch seine Übertragungen von original-übersetzten Liedtexten in eine literarische und gut singbare deutsche Fassung.
Als gefragter Regisseur kann Newerkla mittlerweile auf 76 erfolgreiche Inszenierungen (Stand Ende 2023) von Theaterstücken und fallweise auch Musicals zurückblicken, vor allem für die Bühne Weinviertel im Brandlhof, die Bühne Weitra sowie das Stadttheater am Marktplatz in Groß Gerungs, darüber hinaus beim Theatersommer Weitra, beim Theater Westliches Weinviertel, mit den Theatergruppen von Eggenburg und Oberfellabrunn sowie den Kindern der Musikmittelschule Eggenburg und der Mittelschule Weitersfeld.
Sein kulturelles Engagement stellte Newerkla bislang auch als Organisator von Kulturtagen und Sprachseminaren
(z. B. Freude am Sprechen), zahlreichen Referententätigkeiten
in Schulen, Volkshochschulen und bei Literaturseminaren sowie als Darsteller des Faust in Faust 1 von Johann Wolfgang von Goethe (Theatergruppe Eggenburg, Regie Carlo Frank).
Newerkla ist darüber hinaus begeisterter Chorsänger. Neben früheren Stationen bei der Chorvereinigung Groß Gerungs (vormals Gesangverein), beim Stadtchor Eggenburg und beim Singkreis Zogelsdorf ist er derzeit noch bei der Cappella Ars Musica, der Kantorei Eggenburg und dem Begräbnischor Horn aktiv.

## Werke
- Josef Newerkla: Rund um's Leb'm: Gedichte. Bilder von Sieglinde Layr. Europäischer Verlag, Wien 1980. (80 S)
- Josef Newerkla: Tierisch, aber nicht ernst… Ein gereimter Führer durch die Zoologie des Alltags. Zeichnungen von Irene Gesselbauer. Berger, Horn / Wien 1983, ISBN 3-85028-139-8.
- Josef Newerkla: Im Kreislauf der Liebe: Gedichte. Internationaler Literatur- und Lyrik-Verlag, Wien 1988, ISBN 3-85438-162-X.
- Josef Newerkla: Kachelofen: Erzählungen. Malek, Krems 1990, ISBN 3-900-08092-X.
- Josef Newerkla: Entgegengehen: Gedichte. Scherenschnitte von Irene Gesselbauer. Merbod-Verlag, Wiener Neustadt 1991, ISBN 3-900844-16-X.
- Josef Newerkla (Hrsg.): Freude am Sprechen. Selbstverlag, Groß Gerungs 1993. (56 S)
- Josef Newerkla (Gedichte), Charlotte Steinböck (Bilder): Spätlese: Gedichte. Berger, Horn / Wien 1998, ISBN 3-85028-303-8.
- Heinz Kratochwil: Op. 162f. Canzone Lamentosa für Männerchor. Chorpartitur. Text: Josef Newerkla. Doblinger, Wien / München 1999 ISMN M-012-40339-5
- Josef Newerkla (Texte), Elisabeth Neumann (Fotos): Sprachbilder. Berger, Horn / Wien 2008, ISBN 978-3-85028-474-5.
- Josef Newerkla: Heimwärts: Lyrik. Holz- und Linolschnitte von Prof. Willibald Zahrl. Berger, Horn / Wien 2019, ISBN 978-3-85028-883-5.

## Inszenierungen

### Bühne Weinviertel
- Der Talisman von Johann Nestroy (2010)
- Jedermann von Hugo von Hofmannsthal (2010; 2011; 2012; 2013; 2021)
- Pygmalion von George Bernard Shaw (2011)
- Der Teufel mit den drei goldenen Haaren bearbeitet von Josef Newerkla (2013)
- Arsen und Spitzenhäubchen von Joseph Kesselring (2014)
- Jägerstätter von Felix Mitterer (2014; 2015)
- Und dann gab's keines mehr von Agatha Christie (2016)
- König Drosselbart nach den Gebrüdern Grimm von Josef Newerkla (2016)
- Veronika beschließt zu sterben nach Paulo Coelho von Hakon Hirzenberger (2017)
- Hexenjagd von Arthur Miller (2017)
- Der verkaufte Großvater von Anton Hamik (2018)
- Das wunderbare Schicksal. Ein Abend für Felix Mitterer (2018)
- Märzengrund von Felix Mitterer (2019)
- Reset – Alles auf Anfang von Michael Niavarani und Roman Frankl (2022)
- Der Zerrissene von Johann Nestroy (2022)
- Die Kaktusblüte von Pierre Barillet und Jean-Pierre Grédy (2023)
- Das Gespenst von Canterville nach Oscar Wilde von Markus Wiegand (2023)
- Der Tag, an dem der Papst gekidnappt wurde von João Bethencourt, bearbeitet von Josef Newerkla (2024)
- Der Bockerer von Ulrich Becher und Peter Preses (2025)

### Theater Westliches Weinviertel (TWW), Guntersdorf
- Josef und Maria von Peter Turrini (2008)
- Die Grönholm-Methode von Jordi Galceran (2019)
- Der letzte der feurigen Liebhaber von Neil Simon (2020)

### Die Bühne Weitra
- Ein Schatz liegt zu Weitra von Isolde Kerndl (1994)
- Der Bockerer von Ulrich Becher und Peter Preses (1995)
- Zehn kleine Negerlein von Agatha Christie (1996)
- Aschenbrödel nach den Gebrüdern Grimm frei bearbeitet von Isolde Kerndl und Josef Newerkla (1997)
- Das Konzert von Hermann Bahr (1998)
- Biedermann und die Brandstifter von Max Frisch (1998)
- Lumpazivagabundus von Johann Nestroy (1999)
- Die zwölf Geschworenen von Reginald Rose (2000)
- Der kaukasische Kreidekreis von Bertolt Brecht (2001)
- Moral von Ludwig Thoma (2002)
- Der tollste Tag von Peter Turrini (2004)
- Hexenjagd von Arthur Miller (2005)
- Das Gespenst von Canterville von Oscar Wilde (2006)
- Jedermann von Hugo von Hofmannsthal (2007)
- Erde von Karl Schönherr (2012)
- Fröhliche Weihnachten, Mr. Scrooge! von Charles Dickens in der Bearbeitung von Marc Gruppe (2013)
- Das Hausgeisterhaus von Cosi M. Goehlert und Peter Blaikner (2014)
- Ausgespielt! von René Freund (2015)

### Theatersommer Weitra
- Der Widerspenstigen Zähmung von William Shakespeare (2003)

### Weitere Inszenierungen

#### Theatergruppe Eggenburg
Heim (F. Mitterer); Der Unbestechliche (H. v. Hofmannsthal); Der zerbrochene Krug (H. v. Kleist); Die Physiker (F. Dürrenmatt); Das Kap der guten Hoffnung (A. Bremer); Moral (L. Thoma)

#### Musikmittelschule Eggenburg
Der Struwwelpeter (H. Hoffmann); Die gestohlene Melodie (T. Frey); Die Weihnachtsgeschichte (C. Orff); Leben im All (G. A. Mayer); Das Hausgeisterhaus (C. M. Goehlert/P. Blaikner); Eine Nacht in der Schule (J. Newerkla/F. Binder); Die 7. Seite des Würfels (P. Klusen/J. Newerkla/F. Binder); Spaghetti & Trachtenpärchen (S. Brandstetter/J. Newerkla/F. Binder); Der gestiefelte Kater (S. Brandstetter/J. Newerkla/F. Binder); Superhenne Hanna (F. Mitterer/F. Binder)

#### Stadttheater am Marktplatz, Groß Gerungs
Das Mädl aus der Vorstadt (J. Nestroy); Das Veilchen (F. Molnár); Das Apostelspiel (M. Mell); Der Zerrissene (J. Nestroy); Nebel (H. Schweikart); Hotel du Commerce (F. Hochwälder)

#### Theatergruppe Oberfellabrunn
Einen Jux will er sich machen (J. Nestroy); Der Verschwender (F. Raimund); Ausgespielt! (R. Freund); Der zerbrochene Krug (H. v. Kleist); Weekend im Paradies (F. Arnold/E. Bach); Fröhliche Weihnachten, Mr. Scrooge! (Ch. Dickens)

#### Mittelschule Weitersfeld
Hilfe, die Herdmanns kommen! (B. Robinson/P. & N. Maar); In 80 Tagen um die Welt (J. Verne/E. Möbius); Aschenbrödel (Gebr. Grimm/I. Kerndl/J. Newerkla); Regenbogenladen (J. Newerkla); Kleider machen Leute (G. Keller/J. Newerkla)